# Калинин, Виктор Григорьевич
Ви́ктор Григо́рьевич Кали́нин (род. 18 сентября 1946, Залесово) — советский и российский живописец. Первый вице-президент Российской академии художеств (с 2017). Академик РАХ (2007; член-корреспондент 2001). Заслуженный художник РФ (2013), Народный художник РФ (2025).

## Биография
Родился 18 сентября 1946 года в селе Залесово (Алтайский край).
В 1960—1962 годах учился в художественном училище им. В. И. Сурикова в городе Красноярске.
В 1962—1965 годах учился в художественном училище города Горький.
В 1965—1971 годах учился в Высшем художественно-промышленном училище в Москве, специализировался по кафедре монументальной живописи под руководством Г. М. Коржева.
С 1966 года принимает участие в московских, республиканских, всесоюзных и международных художественных выставках.
С 1995 года преподаёт на кафедре академической живописи в Российском художественно-промышленном университете имени С. Г. Строганова.
Супруга — художница, академик РАХ И. П. Калинина.

## Награды и премии
- 1990 — Fuji Prize
- 2008 — Медаль имени П. П. Кончаловского Московского Союза художников
- 2011 — Медаль имени Чехова Московского союза писателей
- 2012 — Золотая медаль имени Сурикова Союза художников России
- 2012 — Золотая медаль творческого союза художников России
- 2013 — Орден «За служение искусству»
- 2013 — Заслуженный художник Российской Федерации (25 июля 2013 года) — за заслуги в области изобразительного искусства[3]
- 2016 — Медаль «За заслуги перед обществом» (Алтайский край, 29 июля 2016 года) — за многолетний добросовестный труд и активную общественную работу
- 2025 — Народный художник Российской Федерации (30 мая 2025 года) — за большие заслуги в области изобразительного искусства[4]

## Членство в организациях
- 1974 — Союз художников СССР.

Член-корреспондент (2001), академик (2007) Российской академии художеств (Отделение живописи), Член Президиума РАХ (с 2012), Первый вице-президент (с 2017).